# Raniero
Raniero  è un nome proprio di persona italiano maschile.

## Varianti
- Maschili: Ranieri[1][2][4], Rainiero[2], Rainerio[2], Rainieri[2], Raineri[2], Riniero[2]
  - Ipocoristici: Ranuccio[2][4], Neri[1], Nero[3]
- Femminili: Raniera[4], Rainera[2]

### Varianti in altre lingue
- Basco: Errañeri[5]
- Catalano: Rainer[5]
- Estone: Ragnar[3]
- Francese: Rainier[3]
- Germanico: Raganhar[1][3], Raginhar[1], Rainer[3], Reiner[3]
- Inglese: Rayner[3]
- Islandese: Ragnar[3]
- Limburghese: Reneer[3]
  - Ipocoristici: Neer[3]
- Norreno: Ragnarr[3]
- Norvegese: Ragnar[3]
- Olandese: Reinier[3]
- Polacco: Rajner
- Portoghese: Rainério[6]
- Svedese: Ragnar[3]
- Spagnolo: Rainerio[3][5]
- Tedesco: Rainer[3], Reiner[3]

## Origine e diffusione
Deriva dal nome germanico Raganhar o Raginhar, attestato già a partire dal VI secolo. Si tratta di un composto delle radici ragin ("consiglio", "progetto", e anche "decisione divina") e hari ("esercito", "popolo in armi"); il significato complessivo potrebbe essere interpretato come "esercito divino", "esercito consigliato dagli dei", o anche "consigliero del popolo". Entrambi gli elementi che formano il nome sono ben attestati nell'onomastica germanica: il primo si riscontra anche in Rinaldo, Rembrandt, Raimondo e Rainardo, il secondo in Erberto, Aroldo, Ermanno, Gualtiero, Lotario e vari altri.
In Italia è giunto relativamente tardi: le prime attestazioni, risalente al X secolo, e la forma in cui compare, Rainerius, permettono di desumere che vi sia arrivato tramite la Francia. La diffusione del nome, dovuta inizialmente anche al culto dei santi così chiamati, è stata ulteriormente promossa, negli ultimi decenni del Novecento, dalle vicende riguardanti la famiglia regnante di Monaco, nella quale è d'uso tradizionale; secondo dati pubblicati negli anni settanta, il nome era diffuso dal Nord fino all'Abruzzo, accentrato in luoghi diversi a seconda delle varianti: Raniero in Lazio e Abruzzo, Ranieri in Toscana (di cui è tipico), le forme in Rain- in Veneto.
Anche in Inghilterra giunse dalla Francia, portato dai normanni, ma divenne raro verso la fine del Medioevo e ad oggi è generalmente considerato arcaico.

## Onomastico
L'onomastico si può festeggiare in memoria di più santi, alle date seguenti:
- 22 febbraio, san Raniero, monaco a Beaulieu-sur-Dordogne[7]
- 17 giugno, san Ranieri Scacceri, eremita, patrono di Pisa[1]
- 4 agosto, san Rainerio di Cagli, arcivescovo di Spalato[1][7]
- 1º novembre, beato Ranieri dal Borgo, o Raniero d'Arezzo, francescano[7]
- 30 dicembre, san Raniero, vescovo di Forcona[1][5][7]

## Persone
- Raniero da Perugia, giurista e notaio italiano
- Raniero da Ponza, monaco e teologo italiano
- Raniero Arsendi, giurista italiano
- Raniero Cantalamessa, cardinale, teologo e predicatore italiano
- Raniero Fasani, religioso italiano
- Raniero Gnoli, orientalista, storico delle religioni e indologo italiano
- Raniero La Valle, giornalista, politico e intellettuale italiano
- Raniero Panzieri, sociologo, traduttore, saggista e politico italiano

### Variante Ranieri

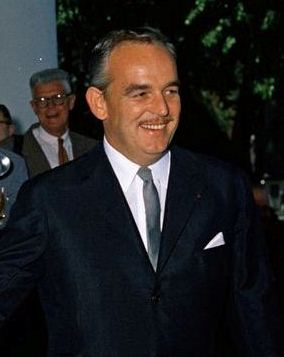
Ranieri III di Monaco

- Ranieri di Campello, militare e dirigente sportivo italiano
- Ranieri I di Monaco, signore di Monaco
- Ranieri II di Monaco, signore di Monaco
- Ranieri III di Monaco, principe di Monaco
- Ranieri Bustelli, illusionista italiano
- Ranieri de' Calzabigi, poeta e librettista italiano
- Ranieri del Pace, pittore italiano
- Ranieri Simonelli, architetto e politico italiano

### Variante Rainer

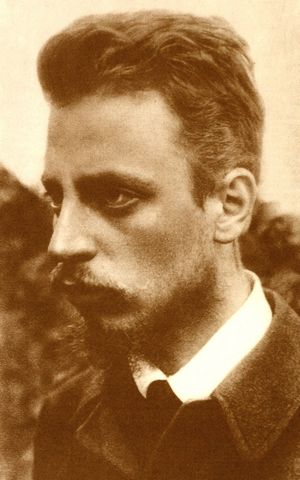
Rainer Maria Rilke

- Rainer Bonhof, calciatore e allenatore di calcio tedesco
- Rainer Werner Fassbinder, regista, sceneggiatore e attore tedesco
- Rainer Maria Rilke, scrittore, poeta e drammaturgo austriaco
- Rainer Schönfelder, sciatore alpino austriaco
- Rainer Zitelmann, storico, giornalista e manager tedesco

### Variante Ragnar

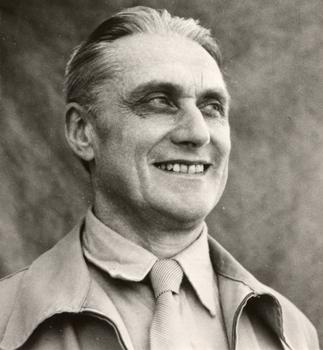
Ragnar Frisch

- Ragnar Frisch, economista norvegese
- Ragnar Granit, neurofisiologo finlandese
- Ragnar Nurkse, economista statunitense
- Ragnar Sigurðsson, calciatore islandese

### Altre varianti
- Rainerio di Cagli, monaco e vescovo italiano
- Reiner Knizia, autore di giochi tedesco
- Ragnarr Loðbrók, re di Svezia e Danimarca
- Rainero Taddei, patriota e militare italiano

## Il nome nelle arti
- Rainer Wolfcastle è un personaggio della serie animata I Simpson.
- Reiner Braun è un personaggio del manga L'attacco dei giganti.